# OnePlus Nord N10 5G
OnePlus Nord N10 5G — смартфон середнього рівня, розроблений компанією OnePlus, що відноситься до серії Nord. Був представлений 26 жовтня 2020 року разом з OnePlus Nord N100.

## Дизайн
Передня панель виконана зі скла Corning Gorilla Glass 3, а задня панель та рамка — з глянцевого пластику.
Знизу розміщені роз'єм USB-C, динамік, мікрофон та 3,5 мм аудіороз'єм, зверху розташований другий мікрофон, зліва — гойдалка регулювання гучності та лоток під 2 SIM-картки і карту пам'яті, а справа — кнопка блокування. Сканер відбитків пальців розміщений на задній панелі
OnePlus Nord N10 5G продавався у кольорі Midnight Ice (чорний).

## Технічні характеристики

### Апаратне забезпечення
OnePlus Nord N10 5G отримав систему на кристалі середнього рівня Qualcomm Snapdragon 690. Смартфон має 6 ГБ оперативної пам'яті типу LPDDR4X та 128 ГБ постійної пам'яті типу UFS 2.1, яку можна розширити картою пам'яті формату microSD до 512 ГБ.
Акумуляторна батарея отримала об'єм 4300 мА·год та підтримку швидкої зарядки на 30 Вт.
OnePlus Nord N10 5G отримав 6,49-дюймовий дисплей типу IPS LCD з роздільною здатністю Full HD+ (2400 × 1080), щільністю пікселів 406 ppi, співвідношенням сторін 20:9, частотою оновлення 90 Гц та круглим вирізом під фронтальну камеру, розміщеним у верхньому лівому кутку.
Модель отримала стереодинаміки, де роль другого динаміка виконує розмовний динамік.
OnePlus Nord N10 5G отримав основну квадрокамеру із ширококутним об'єктивом на 64 Мп з діафрагмою f/1.79 і фазовим автофокусом, надширококутним об'єктивом на 8 Мп з діафрагмою f/2.25 і кутом огляду 119° та маркооб'єктивом та сенсором глибини по 2 Мп з діафрагмою f/2.4. Також смартфон отримав ширококутну передню камеру на 16 Мп з діафрагмою f/2.1. Основна камера вміє записувати відео в роздільній здатності 4K@30fps, а передня — 1080p@60fps.

### Програмне забезпечення
OnePlus Nord N10 5G працює на OxygenOS 10.5 на базі Android 10 і був пізніше оновлений до OxygenOS 11 на базі Android 11.